# اریک ماسکین
اریک ماسکین (انگلیسی: Eric Maskin؛ زاده ۱۲ دسامبر ۱۹۵۰) یک اقتصاددان اهل ایالات متحده آمریکا است.